# ديفيد فـان هويويغن
ديفيد فـان هويويغن هو لاعب كرة قدم بلجيكي في مركز الدفاع، ولد في 20 مارس 1976 في Hamme ‏ في بلجيكا. لعب مع نادي غينت.